# Saint-Pierre-du-Bû
Saint-Pierre-du-Bû – miejscowość i gmina we Francji, w regionie Normandia, w departamencie Calvados.
Według danych na rok 1990 gminę zamieszkiwało 335 osób, a gęstość zaludnienia wynosiła 45 osób/km² (wśród 1815 gmin Dolnej Normandii Saint-Pierre-du-Bû plasuje się na 563. miejscu pod względem liczby ludności, natomiast pod względem powierzchni na miejscu 686.).